# Ingvar Rindborg
Ingvar Axel Natanael Rindborg, född 8 april 1931 i Stockholm, död 1 mars 2016 i Stockholm, var en svensk bankman. 

## Biografi
Ingvar Rindborg, som var uppvuxen i Stockholm, och studerande tillsammans med Tomas Tranströmer på Södra Latin, blev 1962 civilekonom vid Handelshögskolan i Göteborg. Efter examinationen arbetade han med bank- och finansförvaltning i Gränges, Svenska Handelsbanken och Götabanken. 1975 anställdes han som vice vd i Svenska sparbanksföreningen där han blev kvar till 1991. Han var också styrelseordförande/ledamot i ett flera företag, exempelvis Investment AB Eken och Sifab.
Rindborg är begravd på Norra begravningsplatsen utanför Stockholm. Han var bror till politikern Stig Rindborg, och son till kommissionären Axel Eriksson.